# Kolenohelea uysorum
Kolenohelea uysorum är en tvåvingeart som beskrevs av Meillon, Meiswinkel och Wirth 1982. Kolenohelea uysorum ingår i släktet Kolenohelea och familjen svidknott. Inga underarter finns listade i Catalogue of Life.